# Heinz Hohmeister
Heinz Hohmeister (* 21. September 1940 in Gudwallen, Ostpreußen; † 10. Dezember 2017 in Delligsen) war ein deutscher Dachdecker und Kirchenmann. Jahrzehntelang unterstützte er seine Heimat im russisch gewordenen Ostpreußen.

## Leben

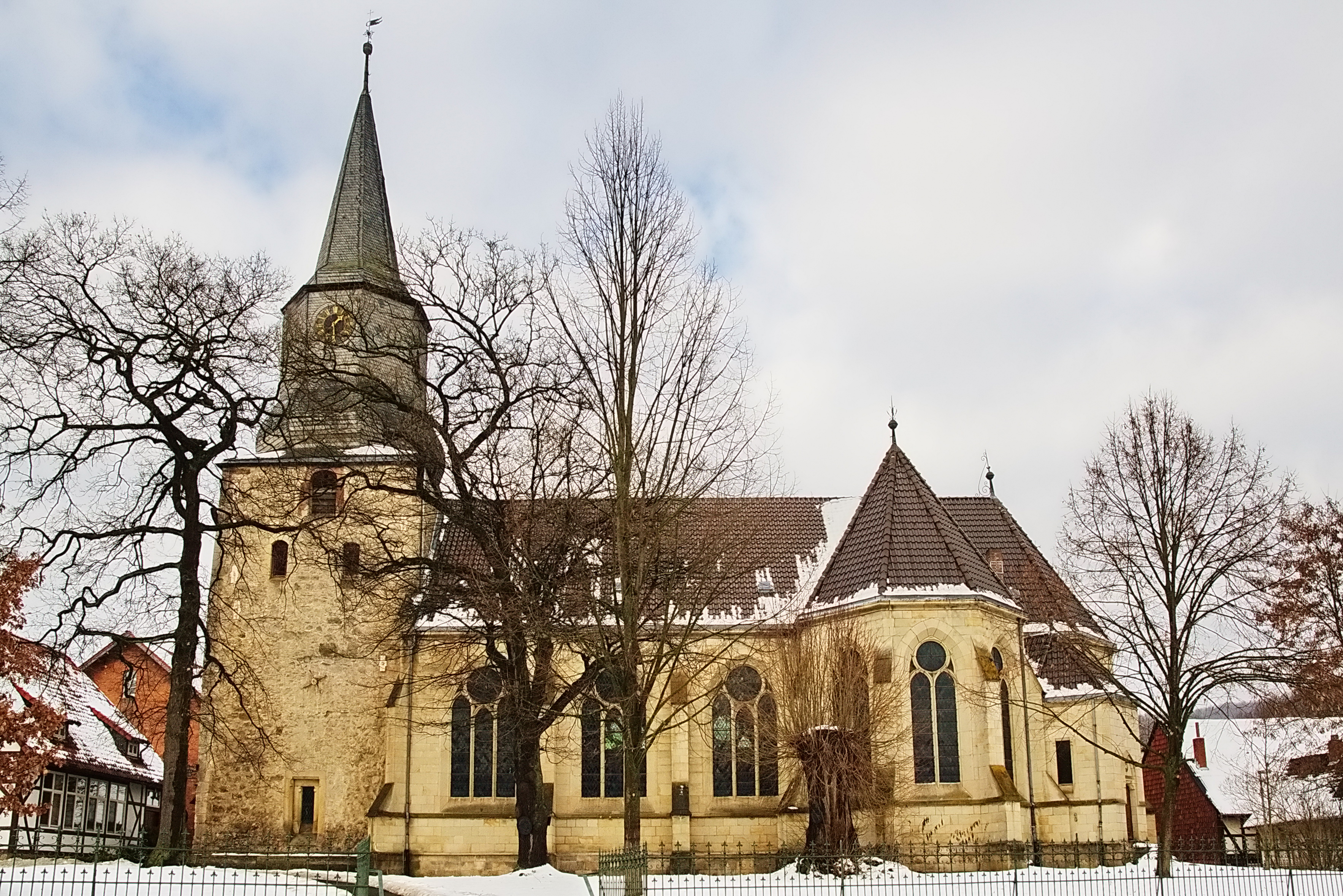
Hohmeisters Kirche in Delligsen

Als Dreijähriger verlor Hohmeister seine Mutter. Der Vater war im Krieg. So kümmerten sich die Großeltern um ihn und seinen Bruder. Mit den letzten Deutschen 1948 aus dem untergegangenen Ostpreußen ausgewiesen, traf er seinen Vater in Westdeutschland wieder. In seiner neuen Heimat, im Leinebergland, engagierte er sich über 24 Jahre – von 1972 bis 1996 – im Gemeinderat von Delligsen. 45 Jahre, sechs davon als Vorsitzender, saß er im Kirchenvorstand der Evangelisch-lutherischen Kirchengemeinde St. Georg zu Delligsen. Zeitlebens und mit aller Kraft unterstützte er die Gemeinschaft evangelischer Ostpreußen und ihre Arbeit in den Gemeinden der Oblast Kaliningrad. Er trat Anfang der 1990er Jahre dem „Verein Hilfe zur Selbsthilfe e.V. Elze“ bei und leitete ihn jahrelang. Mit Hilfe dieses Vereins und zweier Lions Clubs widmete er sich der humanitären Hilfe in seiner Heimat, die er als Kind verloren hatte. Er unterstützte das nach dem russland-deutschen Theologen Carl Blum benannte Altenheim in Sadoroschje (Mallenuppen/Gembern) mit Kleidung, Medikamenten und Gehhilfen. Von Hause aus Dachdeckermeister und Lehrer an einer Dachdeckerfachschule, half er selbst beim Wiederaufbau seines Geburtshauses und anderer Gebäude. Über hundertmal fuhr er seinen Transporter selbst nach Osjorsk (Darkehmen/Angerapp). Im Rajon Osjorsk wurden Pakete verteilt, Schulspeisungen organisiert und Hilfen für ganz besondere Notfälle geleistet. Er brachte Hilfsgüter nach Kaliningrad, z. B. für das Museum Stadt Königsberg in Duisburg in Bezug auf Ausstellungen im Deutsch-Russischen Haus und im Kaliningrader Gebietsmuseum für Geschichte und Kunst in der ehemaligen Stadthalle (Königsberg). Niemand hat Wolf von Lojewski mehr beeindruckt als Heinz Hohmeister.
Heinz Hohmeister war verheiratet mit Bärbel Hohmeister (geb. Rühmann) und hatte zwei Kinder.

## Ehrungen
- Verdienstorden der Bundesrepublik Deutschland, Verdienstmedaille (Dezember 2011)
- Königsberger Bürgermedaille
- Ehrenbürger des Rajon Osjorsk

## Veröffentlichungen
- Orgeleinweihung im Dom zu Königsberg/Kaliningrad. Königsberger Bürgerbrief Nr. 71 (2008) S. 80.